# 盂蘭節

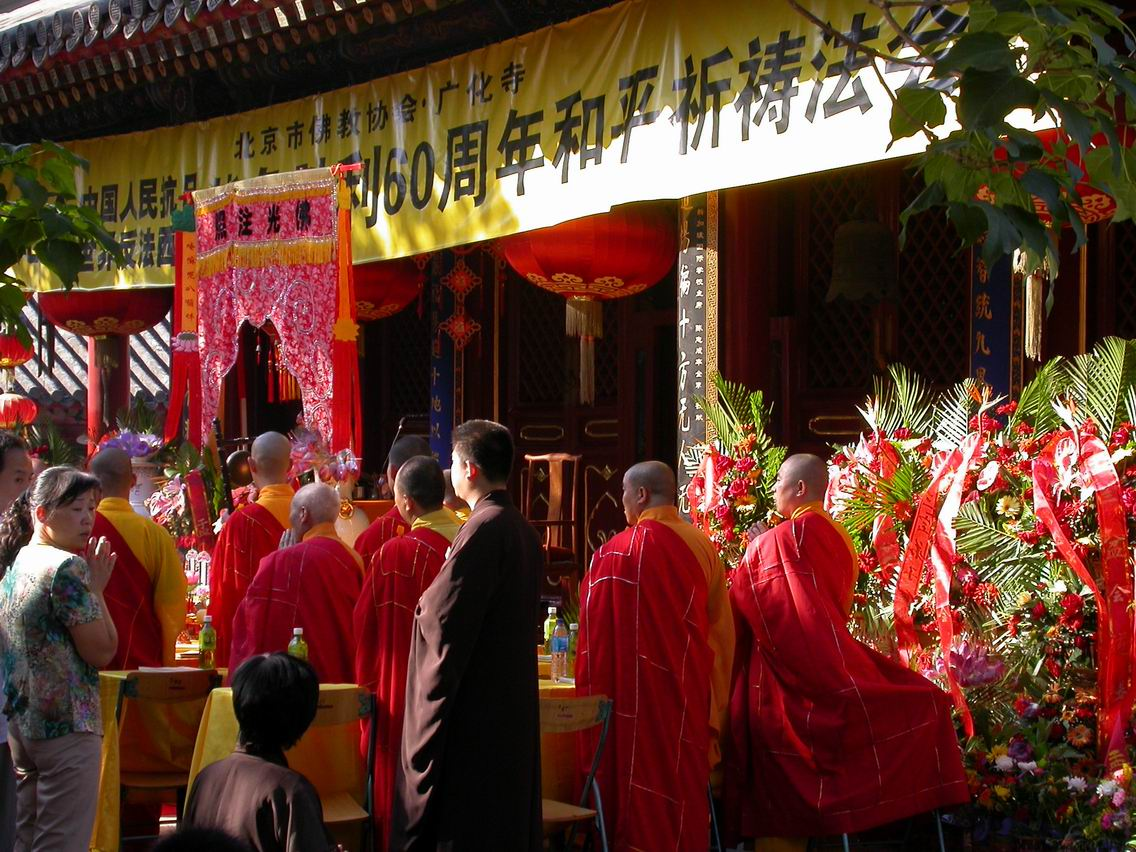
北京广化寺的盂蘭盆節法會

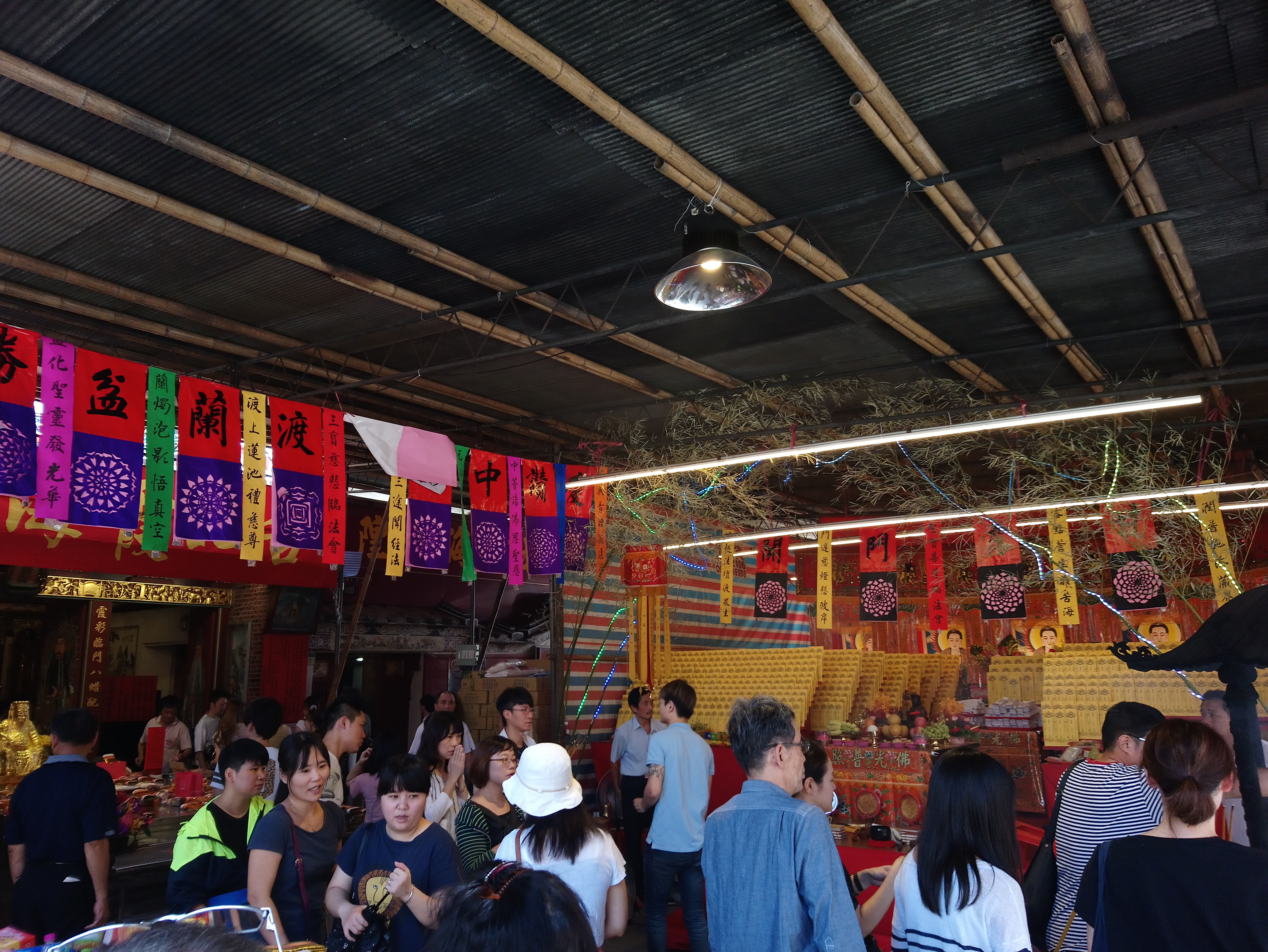
台北大稻埕霞海城隍廟盂蘭盆節法會。

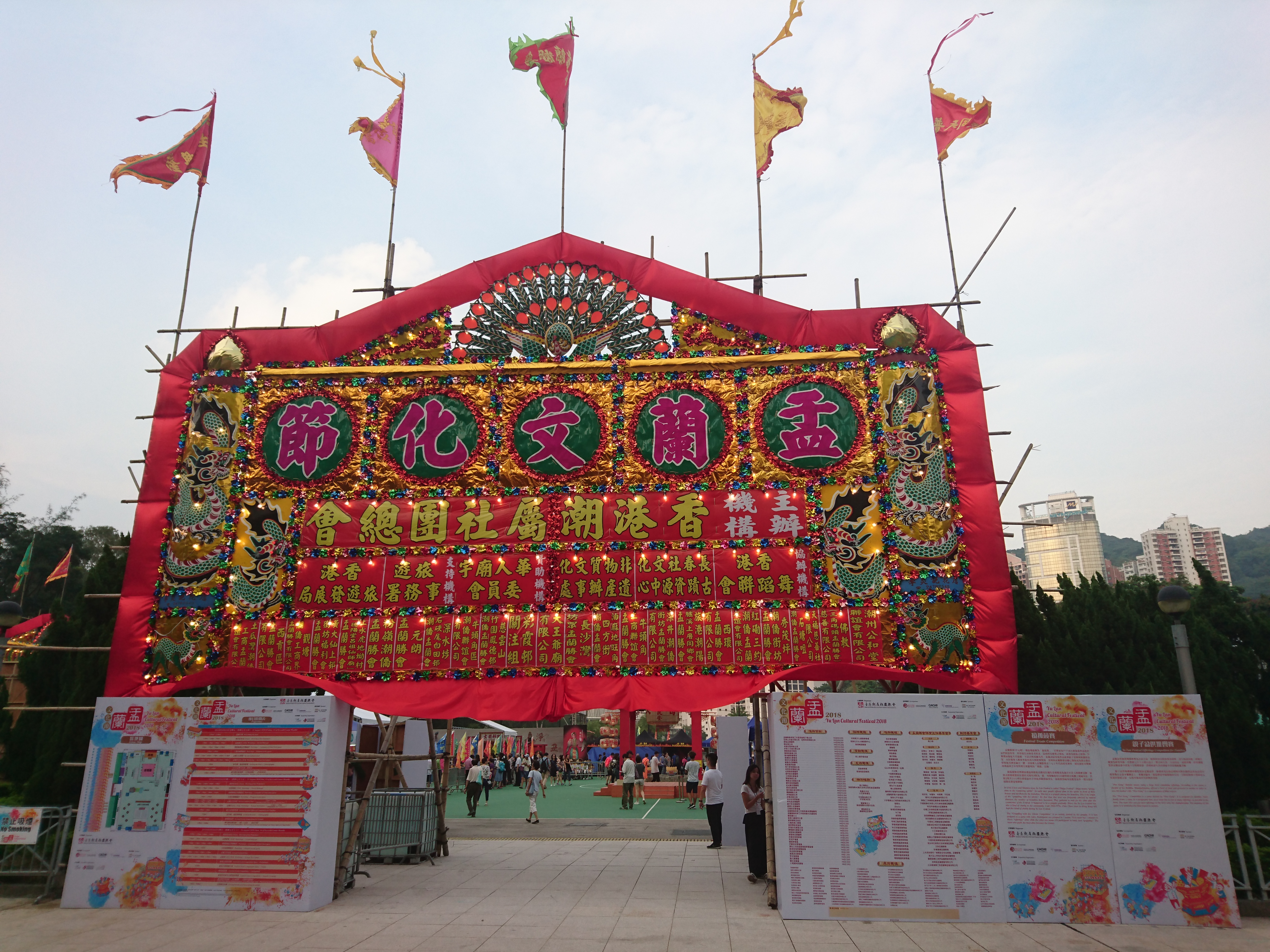
香港銅鑼灣的盂蘭文化節

盂蘭節，或稱盂蘭盆節，是佛教為期三個月結夏安居的最後一日（農曆七月十五），所以又稱為佛歡喜日、僧自恣日。於是日供養僧團，以此功德迴向逝世先人、累世父母，助其解脫苦痛，是為盂蘭盆會。
在佛陀時代，印度的婆羅門就會為逝去的亡者舉辦供養會（巴利語：Saddha，梵語：Śrāddha），而在各地的佛教傳統中，也出現了施食餓鬼、救度先亡的儀式。
盂蘭節正日有二說︰一為農曆七月十五日，二為七月十四日。在廣東、香港、澳門乃至華南地區的一些人以七月十四日為正日；而由於盂蘭節與道教的中元節同屬「鬼節」，故七月十五為正日之說並行。
盂蘭節為漢傳佛教的重要節日，僧侶於這天集會，無分彼此，可互相提出意見和看法，從而作自我改善。因此，佛家又稱為「僧自恣日」或「佛歡喜日」。傳統上認為「盂蘭」的意思為「救倒懸」（巴利語：olambana，梵語：avalambana=>*ullambana），指解救正在受苦的餓鬼。

## 燒街衣
香港和澳門常見的活動是燒街衣，以博愛眾靈，最好在華夏曆七月初一至十四日，日間也可以燒街衣。

## 盂蘭節典故

### 佛欢喜日
依照舊時佛教的制度，僧侣每逢雨季时，会集合在一起修行，稱為結夏安居，南傳佛教此節日開始於佛曆中的第11次滿月後，大約相當於陽曆的十月，稱為供僧衣節。由於中國的氣候與印度不同，漢傳佛教的結夏安居就改為農曆四月十六至七月十五。经过三个月的修行精进后，僧侶向佛陀报告修行成果，佛陀为此感到欢喜和欣慰，所以七月十五日這天稱為佛欢喜日或僧自恣日。漢傳佛教在這天以盂蘭盆會供養佛、法、僧三宝，濟度六道苦难眾生，以功德回向累世父母，报答父母养育之恩，传扬孝亲之德。

### 目連救母
《盂蘭經》稱目犍連得道後，想報父母養育之恩，以神通力見亡母生餓鬼道中，感到悲傷的目犍連用鉢盛飯，為母供食。然而，飯未入口，就化為火炭，目犍連向釋迦牟尼佛陳說此事。佛說光憑一人之力無法解救，須仰賴供養眾僧功德的威神之力乃得解脫，要目犍連於七月十五日（佛教結夏安居最後一日），備好麨飯、五果、瓫罐、香油、燈燭、床榻、臥具，供養眾僧。當此之日，眾佛教聖者，皆示現僧人之身，一同受鉢，自恣懺悔，具清淨戒。供養此等之眾，則其過世先祖、親屬，得出三惡道，應時解脫，衣食自然。最後，目犍連之母於是日得脫餓鬼之苦。經文最後說一切大眾皆可依照此法供養僧團，救度先亡。
南傳佛教巴利聖典《餓鬼事》中，也出現了同樣主題的情節，但主角是舍利弗。另外，《撰集百緣經》載〈優多羅母墮餓鬼緣〉也是類似的故事，而主角為優多羅比丘。《根本說一切有部毘奈耶藥事》是以目犍連為主角，但要救度的亡母生於摩利支世界（marīcika lokadhātu）。《地藏菩薩本願經》也以相似情節為引，但將餓鬼道換為地獄道，稱地藏菩薩前世為婆羅門女、光目女，救其母親。

### 佛家盂蘭盆法會
盂蘭盆法會是根據《盂蘭盆經》，於每年農曆七月十五日舉行，以佛法供養三寶的功德，迴向現生父母身體健康。
在佛陀時代，印度的婆羅門就會為逝去的亡者舉辦供養會（巴利語：Saddha，梵語：Śrāddha）。而在中國，《盂蘭盆經》傳入後，由於強調藉由供養僧團，以報答雙親養育之恩，乃至度脫七世父母的思想，與儒家崇尚孝道的倫理傳統相符，因此得到中國歷代帝王提倡而盛行不衰。南北朝梁武帝時代，始興盂蘭盆法會，以報答父母祖先恩德。唐朝時期，法會活動呈現興盛，官民共樂。

## 日期
| 西曆年份 | 西曆日期 | 西曆年份 | 西曆日期 |
| -------- | -------- | -------- | -------- |
| 2014年   | 8月10日  | 2029年   | 8月24日  |
| 2015年   | 8月28日  | 2030年   | 8月13日  |
| 2016年   | 8月17日  | 2031年   | 9月1日   |
| 2017年   | 9月5日   | 2032年   | 8月20日  |
| 2018年   | 8月25日  | 2033年   | 8月9日   |
| 2019年   | 8月15日  | 2034年   | 8月28日  |
| 2020年   | 9月2日   | 2035年   | 8月18日  |
| 2021年   | 8月22日  | 2036年   | 9月5日   |
| 2022年   | 8月12日  | 2037年   | 8月25日  |
| 2023年   | 8月30日  | 2038年   | 8月15日  |
| 2024年   | 8月18日  | 2039年   | 9月3日   |
| 2025年   | 9月6日   | 2040年   | 8月22日  |
| 2026年   | 8月27日  | 2041年   | 8月11日  |
| 2027年   | 8月16日  | 2042年   | 8月30日  |
| 2028年   | 9月3日   | 2043年   | 8月19日  |

## 參看
- 中元節與盂蘭盆節
- 中元節
- 盂蘭盆會